# Prześwietlik platanowy
Prześwietlik platanowy, prześwietlik platanowiec (Corythucha ciliata) – gatunek pluskwiaka z rodziny prześwietlikowatych. Pochodzi z Ameryki Północnej, w latach 60. XX wieku został zawleczony do Europy. Introdukowany także do Chin, Japonii i Ameryki Południowej. Roślinami żywicielskimi tego gatunku są platany, przede wszystkim platan wschodni, także platan klonolistny i platan meksykański. Z powodu masowego występowania jest uważany za groźnego szkodnika tych drzew.
W Polsce został zaobserwowany po raz pierwszy w 2009 roku we Wrocławiu.
Pluskwiaki te osiągają 3,3–3,7 mm długości. Podobnie jak inne prześwietlikowate, charakteryzuje się siatkowatą strukturą przedplecza i półpokryw. Paranota, pokrywy i kaptur mają na brzegach niewielkie kolce.